# Грабс (Арканзас)
Грабс (енгл. Grubbs) град је у америчкој савезној држави Арканзас.

## Демографија
По попису из 2010. године број становника је 386, што је 52 (-11,9%) становника мање него 2000. године.
| Група             | 2000.       | 2010.       |
| Белци             | 411 (93,8%) | 364 (94,3%) |
| Афроамериканци    | 0 (0,0%)    | 3 (0,8%)    |
| Азијати           | 0 (0,0%)    | 0 (0,0%)    |
| Хиспаноамериканци | 3 (0,7%)    | 5 (1,3%)    |
| Укупно            | 438         | 386         |